# 1895
1895 (MDCCCXCV) a fost un an obișnuit al calendarului gregorian, care a început într-o zi de marți.

## Evenimente

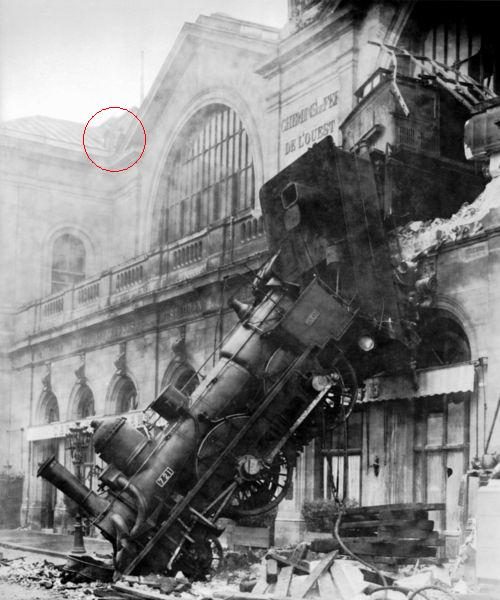
22 octombrie: Accident feroviar la gara Montparnasse din Paris.

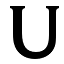
11 martie: „U” scurt (Ŭ) dispare din limba română scrisă.

### Ianuarie
- 5 ianuarie: Căpitanul francez, Alfred Dreyfus, este degradat ("Afacerea Dreyfus") de curtea Școlii Militare.
- 17 ianuarie: Félix Faure este ales președinte al Franței după demisia lui Jean Casimir-Perier.

### Martie
- 14 martie: Regele Carol I al României inaugurează Biblioteca Centrală Universitară din București.

### Aprilie
- 17 aprilie: Semnarea Tratatului de la Shimonoseki prin care se pune capăt Primului Război Sino-Japonez.

### Mai
- 24 mai: Oficialii anti-japonezi, conduși de Tang Ching-sung, în Taiwan, declară independența față de Dinastia Qing, formând Republica Formosa.
- 27 mai: Oscar Wilde a fost condamnat la doi ani de muncă silnică pentru sodomie.

### August
- 10 august: Românii, sârbii și slovacii din Ungaria, țin la Budapesta un „Congres al Naționalităților”.

### Septembrie
- 26 septembrie: Se dă în circulație podul de cale ferată peste Dunăre, la Cernavodă, construit după proiectul inginerului român, Anghel Saligny. Construcția a durat 5 ani.

### Octombrie
- 8 octombrie: Regina Min a Coreei este ucisă la reședința ei de la Palatul Gyeongbokgung, de către agenții japonezi.
- 15 octombrie: Are loc inaugurarea Palatului de Justiție din București.
- 22 octombrie: Are loc un accident feroviar la gara Montparnasse din Paris.

### Nedatate
- Grace Chisholm Young primește diploma de doctor în matematică, prima diplomă de doctor acordată unei femei de Universitatea din Gottingen, în urma procedurilor regulamentare de examinare.
- Johann Jacobs înființează la Bremen, Germania, compania Jacobs, producătoare de cafea.
- La Timișoara, se inaugurează prima stradă asfaltată de pe teritoriul actual al României.
- Luigi Lavazza a deschis primul magazin de cafea în Torino, Italia.
- Prima linie electrificată de tramvai la Moscova.

## Arte, știință, literatură și filozofie
- 11 martie: Academia Română, prin aportul lui Titu Maiorescu, D. Sturdza, B.P Hasdeu, Al. Xenopol, a hotărât scoaterea lui „u” scurt (ŭ) din limba scrisă.
- 15 septembrie: Apare la București Gazeta Matematică, prima revistă specială de matematică în limba română.
- A fost brevetat Cinematograful Lumière, aparat de filmat, de proiecție și de copiat, realizat de frații Auguste și Louis Lumière. Prima proiecție publică comercială a avut loc la 28 decembrie 1895 la Paris.
- Henryk Sienkiewicz publică Quo Vadis?.
- Pierre Curie arată că încălzirea unui magnet dincolo de un anumit nivel determină pierderea proprietăților magnetice ale acestora; temperatura limită se numește și acum punctul Curie.

## Nașteri

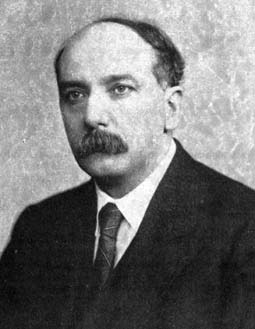
Ion Barbu, poet și matematician român
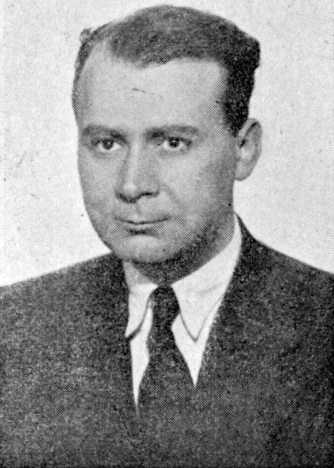
Lucian Blaga, poet, dramaturg, filosof și eseist român
Alexandru Rosetti, academician, editor, filolog, istoric al limbii române, lingvist, patron spiritual al școlii românești de ligvistică și pedagog român
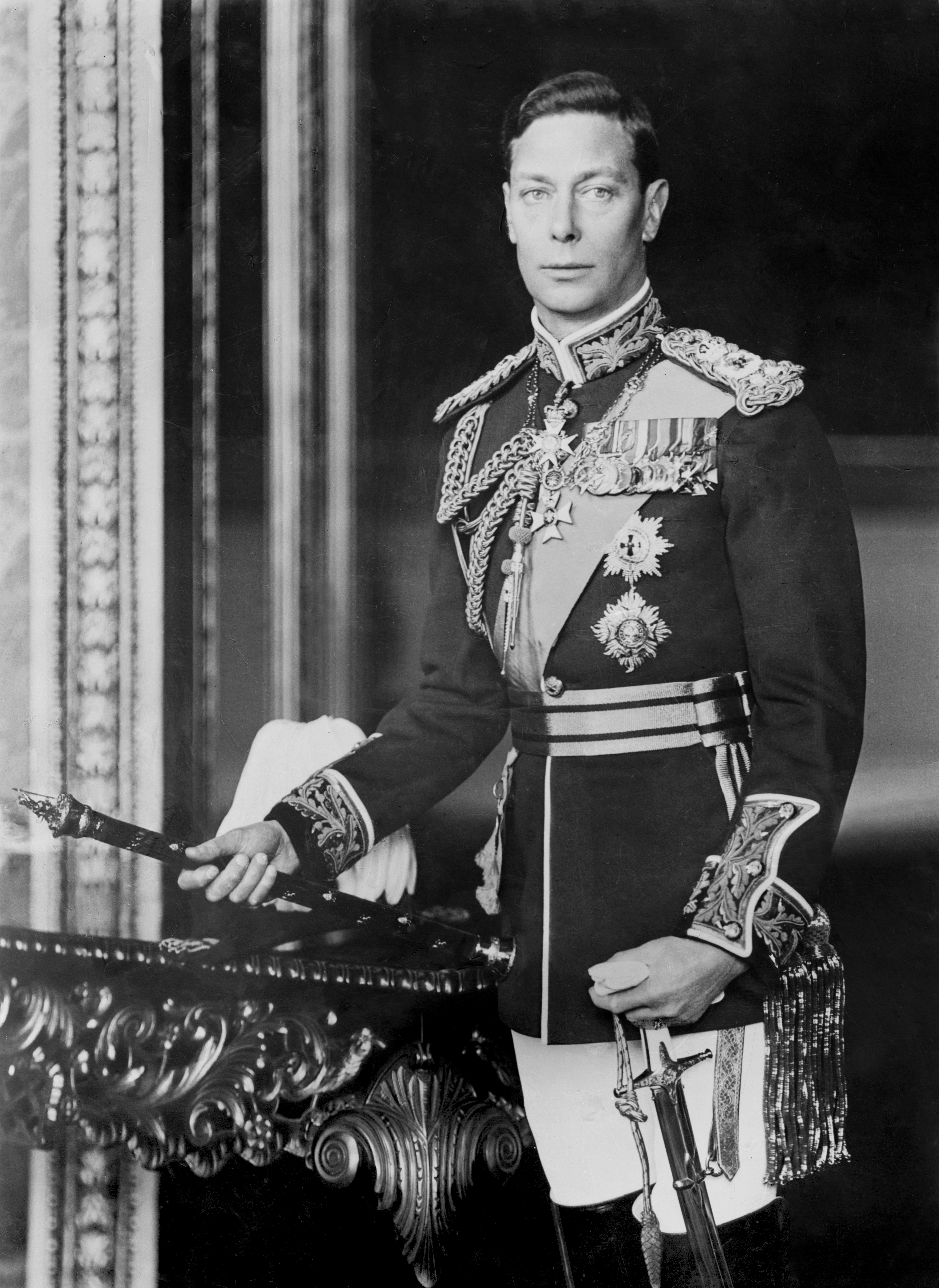
Regele George al VI-lea al Regatului Unit

- 2 ianuarie: Ion T. Niculescu, academician, medic neuromorfolog român, profesor de Istologie la Facultatea de Medicină din București (d. 1957)
- 7 ianuarie: Clara Haskil, pianistă evreică originară din România (d. 1960)
- 12 ianuarie: Sándor Földes (Pál Ács), scriitor, poet, jurnalist și redactor al radiodifuziunii maghiare, exponent al expresionismului (d. 1968)
- 8 februarie: Horloogiin Cioibalsan, conducător comunist al Mongoliei (1939-1952), (d. 1952)
- 18 martie: Ion Barbu (n. Dan Barbilian), poet și matematician român (d. 1961)
- 28 martie: Ștefan Bârsănescu, pedagog și eseist român, membru al Asociaților Savanților Celebri din Chicago, SUA (d. 1984)
- 17 aprilie: Ion Vinea (n.  Ion Eugen Iovanachi), poet român (d. 1964)
- 6 mai: Rudolf Valentino (n. Rodolfo Guglielmi di Valentina d'Antonguolla), actor american de film de origine italiană (d. 1926)
- 9 mai: Lucian Blaga, poet, dramaturg, filosof și eseist român (d. 1961)
- 24 mai: Marcel Iancu, pictor român (d. 1984)
- 24 iunie: Jack Dempsey (n. William Harrison), sportiv american (box), (d. 1983)
- 29 iulie: Victor Ion Popa, dramaturg român (d. 1946)
- 5 august: Dumitru Mociorniță, întreprinzător român din perioada interbelică, în domeniul încălțămintei și pielăriei (d. 1953)
- 3 octombrie: Serghei Esenin, poet rus (d. 1925)
- 4 octombrie: Buster Keaton (n. Joseph Frank Keaton), actor și regizor american (d. 1966)
- 5 octombrie: Octav Mayer, matematician român (d. 1966)
- 20 octombrie: Alexandru Rosetti, academician, editor, filolog, istoric al limbii române, lingvist, patron spiritual al școlii românești de ligvistică și pedagog român (d. 1990)
- 21 noiembrie: Traian Grozăvescu, tenor român (d. 1927)
- 14 decembrie: Paul Éluard, poet francez (d. 1952)
- 14 decembrie: George al VI-lea (n. Albert Frederick Arthur George), rege al Regatului Unit (d. 1952)

## Decese
- 5 ianuarie: Władysław Podkowiński, 29 ani, pictor polonez (n. 1866)
- 26 ianuarie: Arthur Cayley, 73 ani, matematician britanic (n. 1821)
- 3 februarie: Manuel Gutiérrez Nájera (El duque Job), 35 ani, poet și om politic mexican  (n. 1859)
- 18 februarie: Arhiducele Albert, Duce de Teschen (n. Albrecht Friedrich Rudolf Dominik), 77 ani (n. 1817)
- 1 martie: Alexandru B. Știrbei, 58 ani, om politic român, fiul lui Barbu Știrbei, ultimul domnitor al Valahiei (n. 1837)
- 2 martie: Marele Duce Alexei Mihailovici al Rusiei, 19 ani (n. 1875)
- 7 aprilie: Wilhelm Albrecht, Prinț de Montenuovo, 75 ani (n. 1819)
- 17 aprilie: Jorge Isaacs (n. Jorge Isaacs Ferrer), 58 ani, scriitor și politician columbian de etnie evreiască (n. 1837)
- 28 iulie: Marie Louise Charlotte de Hesse-Kassel, 81 ani (n. 1814)
- 3 august: Dimitrie Brândză, 49 ani, medic, naturalist și botanist român (n. 1846)
- 5 august: Friedrich Engels, 74 ani, filosof socialist german (n. 1820)
- 26 august: Johann Friedrich Miescher, 51 ani, biochimist elvețian (n. 1844)
- 28 august: Prințesa Elisabeta Anna a Prusiei, 38 ani (n. 1857)
- 19 septembrie: Julia Hauke (n. Julie Therese Salomea Hauke), 69 ani, prințesă de Battenberg (n. 1825)
- 28 septembrie: Louis Pasteur, 72 ani, microbiolog și chimist francez (n. 1822)
- 10 noiembrie: Alexandru Odobescu, 61 ani, scriitor, om politic român (n. 1834)
- 27 noiembrie: Alexandre Dumas, fiul, 71 ani, autor francez (n. 1824)